# Venance Gnigla
Venance Gnigla est une personnalité politique béninoise. Il est plusieurs fois député et ministre dans le gouvernement de Boni Yayi.

## Biographie

### Enfance et formations
Venance Gnigla est né à Ouidah. Il est titulaire d'un diplôme d'étude approfondie en recherches opérationnelles appliquées en gestion des entreprises de l’Université de Dakar. Il détient également une maîtrise en sciences économiques option gestion des entreprises de la même université.

## Carrière
Venance Gnigla entre dans le tout premier gouvernement de Boni Yayi au lendemain de la victoire de ce dernier lors des élections présidentielles de 2006. Dans ce gouvernement, il occupe le poste de ministre délégué chargé de la communication et des technologies nouvelles,. Mis à part cela, Venance Gnigla est élu député de la 5e et de la 6e législature du Bénin,.
Venance Gnigla est également président exécutif de Bolloré Transport & Logistics au Bénin; conseiller technique aux affaires politiques et diplomatiques du ministère des affaires étrangères et de l’intégration africaine; Secrétaire aux affaires étrangères en 1973; Chef de service des organisations politiques en 1985, Chef de service Asie continentale en 1987, Conseiller technique du ministre du plan, de la restructuration économique et de la promotion de l’emploi,.